# Rachel Sánchez
Rachel Sánchez Perez (ur. 9 stycznia 1989 w Pinar del Río) – kubańska siatkarka, grająca na pozycji środkowej. Od sezonu 2020/2021 występuje w greckiej drużynie Panathinaikos Ateny.

## Sukcesy klubowe
Mistrzostwo Kuby:
- 2010, 2011

Puchar Szwajcarii:
- 2015

Mistrzostwo Szwajcarii:
- 2015

Klubowe Mistrzostwa Świata:
- 2015

Puchar Francji:
- 2016

Mistrzostwo Francji:
- 2016

## Sukcesy reprezentacyjne
Mistrzostwa Ameryki Północnej, Środkowej i Karaibów:
- 2005
- 2009

Igrzyska Ameryki Środkowej i Karaibów:
- 2006

Puchar Panamerykański:
- 2007
- 2006

Volley Masters Montreux:
- 2008
- 2007
- 2010

Grand Prix:
- 2008